# 澳門國際學校

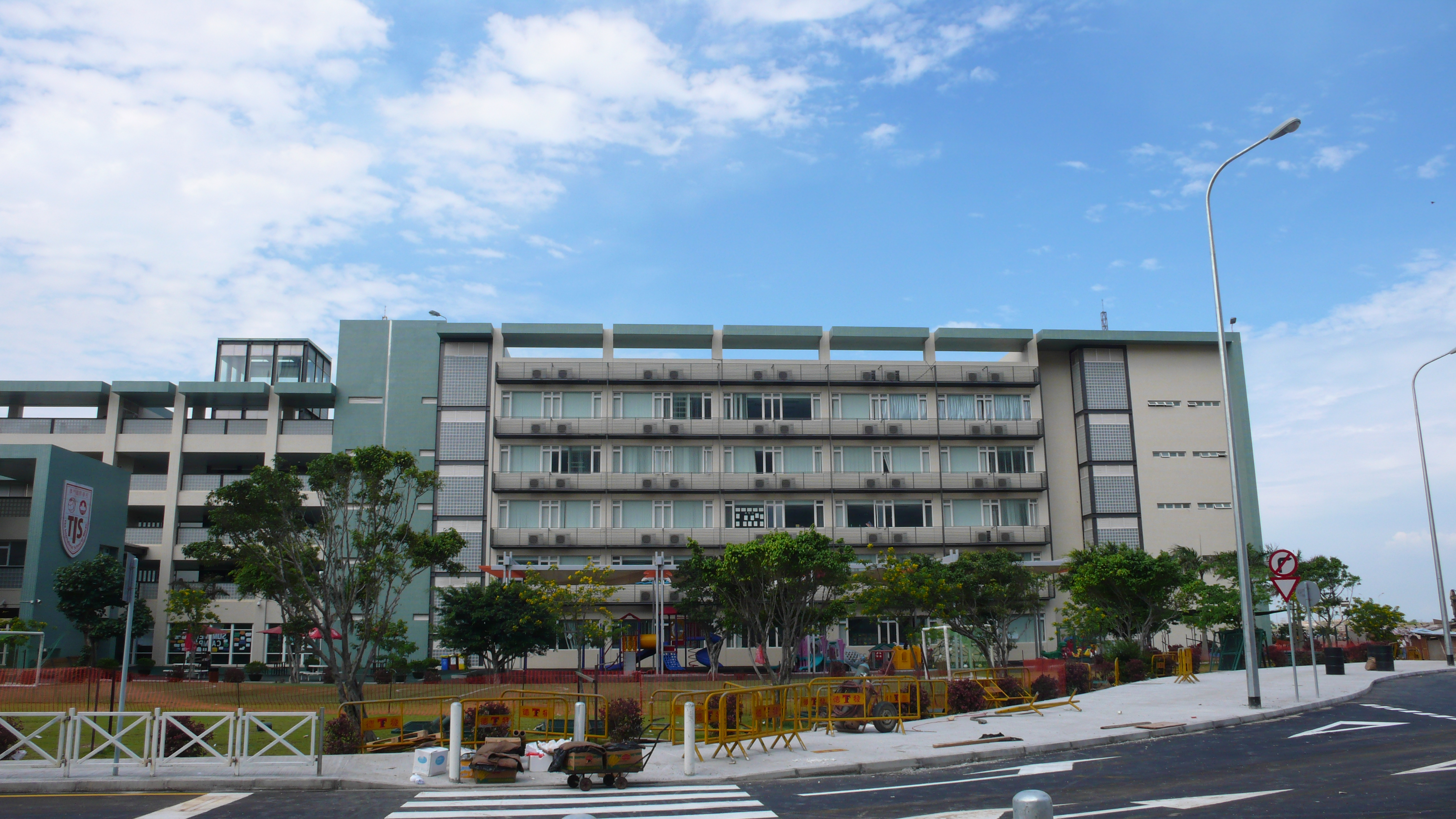
學校校舍

澳門國際學校（英文：The International School of Macao 或 TIS）是澳門其中一所國際學校，隶属于澳門科技大學基金會，校舍位於澳門科技大學校園內的K座和Q座。它為本地及外籍學生提供加拿大 阿爾伯塔省的(Alberta)教育課程 （页面存档备份，存于）及學歷認證和國際認可的IB國際文憑課程 （页面存档备份，存于），该校以英文為主要授課語言。
目前，TIS在讀學生人數1,400人，他們分別來自44個不同的國家。
安排：
1.各年級課程指引 （页面存档备份，存于）及年度報告 （页面存档备份，存于）
2.學費 （页面存档备份，存于）
3.每年三月份進行統一招生（幼兒教育二年級至高中二年級），
4.每年七月份開設為期四週的暑期課程，學生可自由選讀。
5.預約校園導賞及查詢。

## 歷史
TIS建校於2002年，為本地及外籍學生提供加拿大教育課程及學歷認證，教學語言為英語。
初始，與澳門科技大學共用校舍，學生人數只有58名。直至2006年，學校遷入設施完備的新大樓時，學生人數已超過500名，學校的課程也獲得加拿大阿爾伯塔省教育部的認可。
2008年，開辦高中三年級課程，2009年6月，第一屆高中畢業生共有27人；畢業生獲頒加拿大阿爾伯塔省高中畢業文憑，獲得世界各國高等院校的承認。
澳門國際學校已完成第二期校舍擴建，並可容納1,600名學生，以配合本澳教育的發展需求。

## 學術課程
澳門國際學校為各年級學生提供加拿大阿爾伯塔省課程，作為阿爾伯塔認可的境外學校。除了常規課程，所有小三至高中二年級的學生均需參加加拿大學習能力考試（Canadian Achievement Test，簡稱CAT），CAT評估範圍包括英語基本閱讀、寫作及數學技能。高中三年級學生需要參加文憑考試，文憑考試佔總分數的50％。學校於2019年起為高中二至三年級學生提供國際認可的IB國際文憑課程 （页面存档备份，存于）。

## 教學理念
致力培養學生的技能及態度，令他們終身學習及關懷社會，為未來做好準備。
教育的主要目的不僅要令學生在學校有良好的表現，還要幫助他們建立良好的生活態度以積極面對未來的社會。

### 判斷能力
培養學生如何應對一些沒有絕對答案的難題，讓他們明白判斷不單純是基於喜好，而是對眾多的可行方案進行合理分析並作出正確選擇，而良好的判斷力取決於良好的推理能力。

### 批判性思維
學生開放地批判不同的想法，享受批判性思維細微之處是學習的重要部分。我們鼓勵學生從小勇於提出自己的新觀點。

### 有意義的文化素養
培育學生的文化素養及理解能力。這不僅包括閱讀、寫作、說話及算術，也包括音樂、視覺藝術及舞蹈等文化素養。

### 合作
給予學生更多機會與他人和諧地合作，這對於富有多元文化的TIS來說尤為重要。在協作及產生共鳴的過程中，能夠孕育出新的思維，也幫助學生發展社交技巧。

### 服務
學生透過校園服務學習公民價值觀。本校十分重視培養學生的社會責任感，令他們都願意為各自的社區帶來積極的改變。

## 外部連結
1. ↑  "澳門學校清單 （页面存档备份，存于）. "澳門教育暨青年局 [2017-05-05]"
2. ↑  .   [2017-12-31]. （原始内容存档于2017-07-19）.
3. ↑  "The International School of Macao: 澳門國際學校 （页面存档备份，存于）. [2017-05-05]"